# سانت كونان
سانت كونان (بالإنجليزية: Saint Conan)‏ هو قسيس أيرلندي، ولد في القرن السابع، وتوفي في 13 يناير 684 في جزيرة مان في المملكة المتحدة.